# Stanisław Leszek Bagdziński
Stanisław Leszek Bagdziński (ur. 29 września 1935 we Włocławku, zm. 21 września 1997 tamże) – polski ekonomista, nauczyciel akademicki i urzędnik państwowy, profesor nauk ekonomicznych, w latach 1975–1988 wicewojewoda włocławski.

## Życiorys
Urodził się w rodzinie inteligenckiej jako syn Zenona (ur. 1903) i Józefy z domu Papuzińskiej (ur. 1906). W 1953 został absolwentem Technikum Chemicznego we Włocławku, zaś w 1958 ukończył studia z ekonomiki przemysłu w Wyższej Szkole Ekonomicznej w Łodzi. W 1974 pod kierunkiem Ryszarda Gałeckiego obronił na Wydziale Ekonomiczno-Socjologicznym Uniwersytetu Łódzkiego pracę doktorską pt. Przemiany struktury przestrzennej i funkcjonalnej włocławskiego układu osadniczego. W 1985 habilitował się na podstawie rozprawy pt. Funkcja średniej wielkości miasta w rozwoju społeczno-ekonomicznym. 24 marca 1995 został profesorem nauk ekonomicznych. Od 1974 był pracownikiem naukowym Wydziału Nauk Ekonomicznych i Zarządzania Uniwersytetu Mikołaja Kopernika w Toruniu kolejno jako wykładowca, docent, profesor nadzwyczajny i zwyczajny, na tej uczelni kierował Katedrą Integracji Europejskiej i Studiów Regionalnych. W działalności naukowej specjalizował się w zakresie gospodarki przestrzennej, polityki gospodarczej i lokalnej, został autorem łącznie około 100 prac naukowych.
Działał w różnych organizacjach naukowych. Od 1978 do 1984 był założycielem i prezesem włocławskiego oddziału Polskiego Towarzystwa Ekonomicznego, a od 1980 do 1988 zasiadał w krajowym zarządzie tej organizacji. W latach 1985–1989 należał do Państwowej Rady Gospodarki Przestrzennej. Od 1992 był członkiem Rady Towarzystw Naukowych przy prezydium Polskiej Akademii Nauk, od 1995 przewodniczącym Sekcji Ekonomii w Komitecie Badań Naukowych PAN; działał też jako konsultant Komitetu Prognoz „Polska w XXI wieku” i zasiadał w Komitecie Badań Rejonów Uprzemysłowionych PAN. Od 1992 do śmierci kierował Włocławskim Towarzystwem Naukowym, przyczynił się do powołania Wyższej Szkoły Humanistyczno-Ekonomicznej we Włocławku. Działał w Podkomitecie Polityki Regionalnej i Rozwoju Obszarów Wiejskich przy Komitecie Ekonomicznym Rady Ministrów.
Od 1958 pracował jako inspektor we włocławskim oddziale Narodowego Banku Polskiego, zaś od 1961 do 1963 jako ekonomista w Toruńskich Zakładach Włókien Sztucznych Delegatura „Kujawy”. Od 1963 kierował miejską komisją planowania we Włocławku, od 1975 do 1978 – wojewódzką komisją planowania. Od 1 czerwca 1975 do 11 lipca 1988 pełnił funkcję wicewojewody włocławskiego. Jego postaci poświęcono opublikowaną w 2005 książkę Stanisław Leszek Bagdziński (1935–1997). Życie i działalność, został też patronem Biblioteki Naukowej Włocławskiego Towarzystwa Naukowego.

## Odznaczenia
Odznaczony m.in. Złotym Krzyżem Zasługi (1974), Krzyżem Kawalerskim (1979) oraz Oficerskim Orderu Odrodzenia Polski (1987).

## Życie prywatne
Od 1962 żonaty z Wiesławą z domu Malinowską, miał z nią syna. Pochowano go na Cmentarzu Komunalnym we Włocławku.